# Eisenbahnunfall von Spring Creek Township

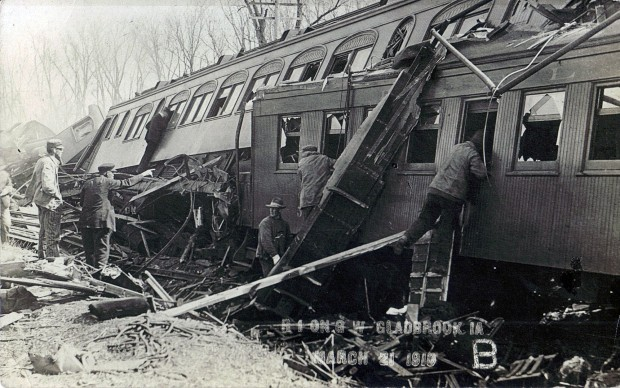
Aufräumarbeiten nach dem Unfall. Unten: hölzerner Wagen, oben: Wagen in Stahlbauweise

Bei dem Eisenbahnunfall von Spring Creek Township entgleiste am 21. März 1910 ein Zug südwestlich des gleichnamigen Ortes in Tama County zwischen den Bahnhöfen von Green Mountain, Iowa, und Gladbrook, Iowa. Dabei kamen 52 Menschen ums Leben.

## Ausgangslage
Am frühen Morgen des Unfalltages hatte es einen anderen Eisenbahnunfall in Shellsburg, Iowa, gegeben, der die Strecke der Chicago, Rock Island and Pacific Railroad blockierte und Umleitungen zwischen Cedar Rapids und Waterloo, Iowa, über eine Strecke der Chicago Great Western Railroad über Marshalltown erforderlich machte. Um Trassen zu sparen, wurden für diese Umleitung die Züge Nr. 21 von St. Louis nach Twin Cities und Nr. 19 von Chicago nach Twin Cities zu einem einzigen Zug vereinigt. Dieser Zug bestand aus zehn Reisezugwagen, zwei älteren Holzwagen und moderneren Wagen in Stahlbauweise, unter anderem einem Pullmanwagen. Die zweite Lokomotive lief als Schiebelokomotive am Zugschluss, wobei beide Lokomotiven mit dem Schlepptender voraus fuhren.

## Unfallhergang
Bei Spring Creek Township entgleiste die führende Lokomotive und rammte sich dabei in eine Lehm-Böschung. Sie kam dadurch sehr plötzlich zum Stillstand, wobei die Schiebelokomotive und die Stahl-Wagen die hölzernen Wagen zwischen sich und der Zuglokomotive zerschlitzten und zertrümmerten. Die beiden hölzernen Wagen waren ein Raucherwagen und ein Frauen vorbehaltener Wagen, in dem auch viele Kinder mitreisten. Die Opfer starben alle in diesen beiden Fahrzeugen, während es in den stählernen Wagen keine Toten gab.

## Folgen
Ein Hilfszug traf erst zwei Stunden nach dem Unfall ein.
Die Ursache für das Entgleisen der Zuglokomotive wurde nie ermittelt, deshalb wurde auch keine Anklage erhoben. Nicht einmal Fahrlässigkeit konnte festgestellt werden. Gleichwohl waren neue Sicherheitsrichtlinien die Folge.